# Wind-up Records
A Wind-up Records é uma gravadora com base em Nova Iorque. Foi formada em 1997, quando Alan e Diana Meltzer compraram a Grass Records. Os seus álbuns eram distribuídos pela Sony Music em todo o mundo, em abril de 2009 a uma possível término de contrato da Wind-up com a SONY BMG em alguns países dos álbuns de Evanescence, Seether, Creed e outros artistas da Wind-Up, esta ficando cada vez mais difíceis, um dos primeiros foi o grupo Evanescence, desta vez publicado na Billboard que a distribuição ficou por conta da EMI que comprou os direitos do catálogo da Wind-Up juntos com os artistas: Seether, Evanescence e Creed para comercializar no mundo inteiro, isso impediu que a Warner Bros que estava negociando nesse acordo de comprar os direitos dos catálogos, um dos motivos seria futuro das fusões da EMI e Wind-up, "em 2010 não vai faltar álbuns pra ninguém, estamos descansados e que venha material novo em 2010", disse Amy Lee do Evanescence.
Wind-up Records é a maior gravadora independente em todo o mundo. A lista de artistas que têm contrato com gravadora incluí Evanescence, Creed, Seether e Finger Eleven. A gravadora também tem relançado álbuns de bandas anteriormente associadas com a Grass Records.
Em 31 de outubro de 2011, o fundador da gravadora, Alan Meltzler, morreu aos 67 anos.
Em 2015, a Concord Music adquiriu a Wind-up.

## Wind-up assina um novo acordo com EMI MUSIC da Alemanha
Wind-Up Records, casa de Creed, Evanescence e Seether, em setembro de 2009 assinou um acordo de comercialização e distribuição com a EMI Music Alemanha para o mundo fora da América do Norte.
O primeiro lançamento previsto ao abrigo do novo acordo será um álbum da reformada banda Creed, intitulado "Full Circle".  Primeiro material novo da banda em sete anos, contará com a formação original do vocalista Scott Stapp, o guitarrista Mark Tremonti, o baterista Scott Phillips e o baixista Brian Marshall.
"Eu acredito que esta parceria trará tanto sucesso das empresas e oferecer uma plataforma mundial para os nossos artistas", disse Edward Vetri, presidente da Wind-Up Entertainment em Nova Iorque, em um comunicado. "Abordagem global da EMI para vendas e marketing nos proporcionará um ponto internacional para lançar os nossos artistas de uma forma estratégica e coordenada. Wind-up orgulha-se de um compromisso com o desenvolvimento do artista e valores semelhantes IME só vai aumentar as oportunidades internacionais e inter-empresa promoções". Distribuição fora América do Norte já passou pela Sony Music Entertainment.
Uli Muecke, chefe de novas músicas e VP de marketing da EMI Alemanha, acrescentaram: "Estamos muito orgulhosos desta parceria internacional, que foi pilotado pela EMI Music Alemanha. Artistas como Creed, Evanescence e Seether são umas adições emocionantes a nossa lista e nós estamos ansiosos para dar-lhes o nosso apoio e experiência como uma fonte de repertório internacional e parceiro estratégico forte para o mundial de vendas artistas"."
A lista da Wind-up também incluí Cartel, Hawthorne Heights, Stars of Track and Field, e Thriving Ivory.

## Artistas da Wind-up Records
- Cartel
- Civil Twilight
- Company of Thieves
- Creed
- Endless Hallway
- Eric Durrance
- Finger Eleven
- Hawthorne Heights
- James Durbin
- Jeremy Fisher
- Papercut Massacre
- People in Planes
- Pilot Speed
- Push Play
- The Queen Killing Kings
- Scott Stapp
- Seether
- Stars of Track and Field
- Thriving Ivory
- Tickle Me Pink

## Contratos Encerrados
- 12 Stones
- Alter Bridge
- American Pearl
- Atomship
- Ben Moody
- Big Dismal
- Bob Guiney
- Boy Hits Car
- Boysetsfire
- Breaking Point
- Cauterize
- The Crash Motive
- Drowning Pool
- Dust for Life
- Edgewater
- The Exit
- The Februarys
- It's Alive
- Must
- Seven Wiser
- Stefy
- Stereo Fuse
- Strata
- Stretch Princess
- Submersed
- Trickside
- Emily Osment
- Evanescence
- Megan McCauley